# تیم ملی فوتبال امپراتوری روسیه
تیم ملی فوتبال امپراتوری روسیه (انگلیسی: Russian Empire national football team) نماینده امپراتوری روسیه از سال ۱۹۱۰ تا ۱۹۱۴ در مسابقات جهانی فوتبال بود.

## مربیان
- ژرژ دوپرون (۱۹۱۰–۱۹۱۳)
- روبرت فولدا (۱۹۱۴)

## نتایج بین‌المللی
تیم ملی فوتبال امپراتوری روسیه بین اکتبر ۱۹۱۰ و ژوئیه ۱۹۱۴ در مجموع ۸ بازی رسمی و ۸ بازی غیررسمی بین‌المللی انجام داد.
| تاریخ           | مکان               | ورزشگاه                       | مسابقات        | رقیب                  | نتیجه (1) |
| --------------- | ------------------ | ----------------------------- | -------------- | --------------------- | --------- |
| ۱۶ اکتبر ۱۹۱۰   | سن پترزبورگ، روسیه | Sport Stadium                 | غیررسمی        | بوهم                  | 5–4       |
| ۲۳ اکتبر ۱۹۱۰   | مسکو، روسیه        | ZKS Stadium                   | غیررسمی        | بوهم                  | 1–0       |
| ۲ سپتامبر ۱۹۱۱  | سن پترزبورگ، روسیه | Nevsky Stadium                | غیررسمی        | انگلستان آماتور       | 0–14      |
| ۳ سپتامبر ۱۹۱۱  | سن پترزبورگ، روسیه | Nevsky Stadium                | غیررسمی        | انگلستان آماتور       | 0–7       |
| ۴ سپتامبر ۱۹۱۱  | سن پترزبورگ، روسیه | Nevsky Stadium                | غیررسمی        | انگلستان آماتور       | 0–11      |
| ۶ مه ۱۹۱۲       | مسکو، روسیه        | Union Golf Club               | غیررسمی        | تیم ملی فوتبال فنلاند | 1–1       |
| ۳۰ ژوئن ۱۹۱۲    | استکهلم، سوئد      | ورزشگاه المپیک استکهلم        | بازی‌های المپیک | تیم ملی فوتبال فنلاند | 1–2       |
| ۱ ژوئیه ۱۹۱۲    | استکهلم، سوئد      | ورزشگاه المپیک استکهلم        | بازی‌های المپیک | آلمان                 | 0–16      |
| ۳ ژوئیه ۱۹۱۲    | استکهلم، سوئد      | ورزشگاه ترانبریس ایدروتسپلاتس | دوستانه        | نروژ                  | 1–2       |
| ۱۲ ژوئیه ۱۹۱۲   | مسکو، روسیه        | Sokolniki Park                | غیررسمی        | مجارستان              | 0–9       |
| ۱۴ ژوئیه ۱۹۱۲   | مسکو، روسیه        | Sokolniki Park                | دوستانه        | مجارستان              | 0–12      |
| ۲۹ آوریل ۱۹۱۳   | سن پترزبورگ، روسیه | Nevsky Stadium                | غیررسمی        | سوئد                  | 1–5       |
| ۴ مه ۱۹۱۳       | مسکو، روسیه        | Sokolniki Park                | دوستانه        | سوئد                  | 1–4       |
| ۱۴ سپتامبر ۱۹۱۳ | مسکو، روسیه        | Sokolniki Park                | دوستانه        | نروژ                  | 1–1       |
| ۵ ژوئیه ۱۹۱۴    | استکهلم، سوئد      | ورزشگاه المپیک استکهلم        | دوستانه        | سوئد                  | 2–2       |
| ۱۲ ژوئیه ۱۹۱۴   | اسلو، نروژ         | ورزشگاه بیسلت                 | دوستانه        | نروژ                  | 1–1       |

(1) Russian Empire's score is shown first.

## بازیکنان رکورددار
سوابق بازیکنان فقط شامل مسابقات بین‌المللی رسمی می‌شود.
تا تاریخ ۱۲ ژوئیه ۱۹۱۴

### بیشترین بازی
| رتبه | نام                         | بازی | گل | دوره      |
| ---- | --------------------------- | ---- | -- | --------- |
| ۱    | واسیلی ژیتارف               | ۸    | ۴  | ۱۹۱۲–۱۹۱۴ |
| ۲    | نیکیتا خروموف               | ۶    | ۰  | ۱۹۱۲–۱۹۱۳ |
| ۳    | واسیلی بوتوسوف              | ۵    | ۱  | ۱۹۱۲–۱۹۱۳ |
| ۴    | آندری آکیموف                | ۴    | ۱  | ۱۹۱۲–۱۹۱۳ |
| ۴    | پیوتر سوکولوف               | ۴    | ۰  | ۱۹۱۲      |
| ۶    | Nikolai Denisov             | ۳    | ۰  | ۱۹۱۳–۱۹۱۴ |
| ۶    | لف فاوورسکی                 | ۳    | ۰  | ۱۹۱۲      |
| ۶    | Dmitri Matrin               | ۳    | ۰  | ۱۹۱۲–۱۹۱۳ |
| ۶    | الکساندر فیلیپوف            | ۳    | ۰  | ۱۹۱۲–۱۹۱۴ |
| ۶    | فیودور ریمشا                | ۳    | ۰  | ۱۹۱۲      |
| ۶    | Sergei Romanov              | ۳    | ۰  | ۱۹۱۳–۱۹۱۴ |
| ۶    | میخائیل نیکولایویچ اسمیرنوف | ۳    | ۰  | ۱۹۱۲      |
| ۶    | Ivan Vorontsov              | ۳    | ۰  | ۱۹۱۳–۱۹۱۴ |
| ۶    | میخائیل یاکوفلف             | ۳    | ۰  | ۱۹۱۲–۱۹۱۳ |

### بیشترین گل
| رتبه | نام                          | کل | بازی | نسبت | دوره      |
| ---- | ---------------------------- | -- | ---- | ---- | --------- |
| ۱    | واسیلی ژیتارف                | ۴  | ۸    | 0.5  | ۱۹۱۲–۱۹۱۴ |
| ۲    | Valentin Vasilyevich Sysoyev | ۱  | ۱    | 1    | ۱۹۱۳      |
| ۲    | Aleksandr Krotov             | ۱  | ۱    | 1    | ۱۹۱۴      |
| ۲    | آندری آکیموف                 | ۱  | ۴    | 0.25 | ۱۹۱۲–۱۹۱۳ |
| ۲    | واسیلی بوتوسوف               | ۱  | ۵    | 0.2  | ۱۹۱۲–۱۹۱۳ |